# Přírodní park Drahaň-Troja
Přírodní park Drahaň–Troja je přírodní park na území městských obvodů Praha 7 a Praha 8. Je to oblast Trojské kotliny na pravém břehu Vltavy. Má rozlohu 578,8 ha. Oblastí klidu byl vyhlášen Národním výborem města Prahy 1. listopadu 1990. Poté v roce 1992 byl díky novému zákonu (č. 114/1992 Sb.) přesunut do kategorie přírodní park. Důvodem tohoto vyhlášení byla ochrana celkového krajinného rázu (společenstva skalní stepi).

## Lokalita
Oblast přírodního parku se rozprostírá podél Vltavy od Jabloňky až po Drahaňskou rokli pod Dolními Chabry. Na jeho území se nachází botanická zahrada, zoologická zahrada a přes 12 zvláště chráněných území – přírodních památek a rezervací – např. Podhoří, Zámky, Bohnické údolí. Přírodní park Drahaň-Troja zahrnuje strmé skalnaté srázy i údolí (Čimické, Bohnické, Drahanské). Nejnižším bodem území je břeh Vltavy v Podhoří (176 m n. m.) a naopak nejvyšším bodem je buližníkový kamýk Velká skála (314 m n. m.).

## Historie
Území přírodního parku je osídlené od neolitu a nacházejí se v něm pravěká hradiště Zámky a Na Farkách.. Pro obyvatele hradiště Na Farkách bylo významné sadařství a vinohradnictví. V této oblasti stojí budova - Sklenářka, která plnila funkci vinného lisu a byla lidově označována jako Katovna. dnešní době můžeme na tomto území nalézt hlavně vily a další rodinné zástavby.
Do 19. století se zde nacházely především vinohrady, ovocné sady a na nejméně úrodných oblastech pastviny. Poté bylo toto území z velké části odlesněno. Sady a vinohrady byly opuštěny a v současné době jsou zarostlé nízkým lesem anebo uměle zalesněné akátem. Jejich zbytkem jsou zde pouze vinice Sv. Klára a Salabka v Troji. Dodnes se dochovaly skalní stepi (např. v Podhoří či na Jabloňce). Na Jabloňce se v minulosti těžil křemenec.
Oblastí klidu byl vyhlášen Národním výborem města Prahy 1. listopadu 1990. Poté v roce 1992 byl díky novému zákonu (č. 114/1992 Sb.) přesunut do kategorie Přírodní park.

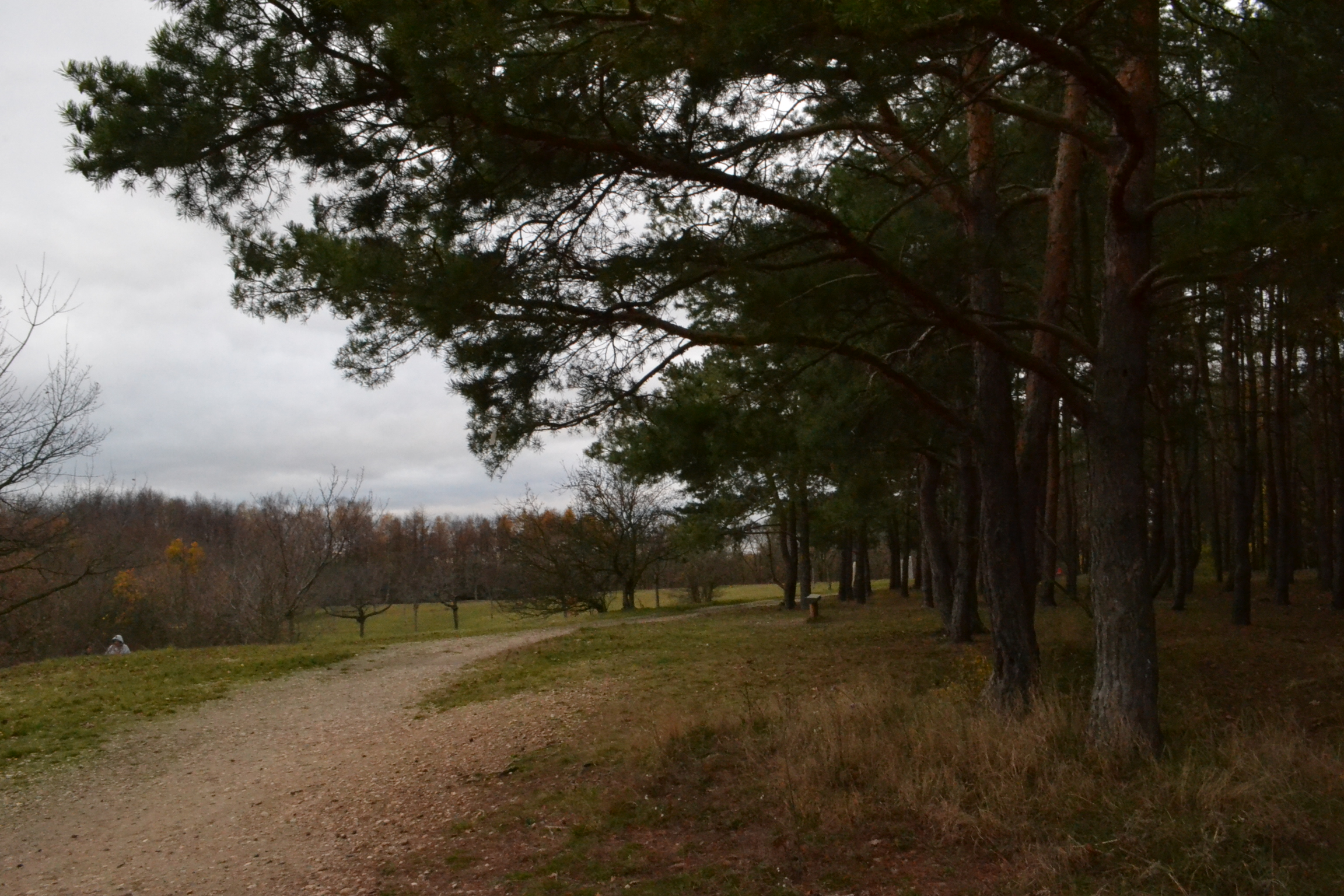
Horní část přírodní rezervace Podhoří

## Přírodní poměry
Drahaň-Troja je nejsevernějším přírodním parkem, ale pro přírodu jsou zde typické teplomilní organismy skalních stepí, např. bezobratlí živočichové, keře a trávy. Parkem protékají tři potoky – Bohnický, Čimický a Drahaňský. Bohnický potok teče přes Bohnické údolí. Čimický potok vytéká z rybníka pod sídlištěm Čimice v potrubí – takto protéká přes celé Čimické údolí. Dolní část údolí je nepřístupná kvůli zdejšímu umístění bývalé dynamitky. Třetí, Drahaňský potok, ohraničuje Prahu ze severu a vytéká z Dolních Chaber. V údolí této řeky je chatová osada založená ve 30. letech 20. století. V horní nezalesněné části stojí mlýn ze 17. století (až do č. 1915 byl poháněn vodou mlýnského potoka).

### Geologie
Horniny, které tvoří tuto část, jsou nejstarší v okolí Prahy (kralupsko-zbraslavská skupina svrchního proterozoika). Můžeme zde najít např. břidlice, droby a žlutohnědě zbarvené žíly ryolitů, které zde vznikly sopečnou činností na konci starohor.

### Flóra
Flóru zde tvoří především skalní stepi, xerotermní křoviny (trnka, jeřáb břek, brslen evropský, dřišťál obecný) a zakrslé duby. Roste zde také dřín jarní (Cornus mas) a dále mahalebka obecná (Padellus mahaleb). Další lesní porosty jsou zde vysazeny uměle teprve nedávno (20. léta 20. st.), mezi ně patří např. trnovník akát (Robinia pseudoacacia), smrk ztepilý (Picea abies) či dub červený (Quercus rubra) původem ze Severní Ameriky. Důvod tohoto kroku bylo protierozní opatření. Akáty se zde uchytily nejlépe. Dále zde roste kostřava sivá (Festuca pallens), tařice skalní (Aurinia saxatilis), ostřice nízká (Carex humilis Leysser), mochna písečná (Potentilla arenaria), vlnice chlupatá (Oxytropis pilosa), zlatovlásek obecný (Aster linosyris), třemdava bílá (Dictamnus albus) a kakost krvavý (Geranium sanguineum), pěchava vápnomilná (Sesleria caerulea). Na buližníkovém podkladu Salabky, Havránky a v Čimickém údolí roste vřes obecný (Calluna vulgaris). Celá Trojská kotlina byla před příchodem člověka porostlá smíšenou doubravou (habr, buk, jeřáb, javor, trnka atd.). Kvůli suššímu podnebí se na konci doby bronzové krajina přeměnila v lesostep, kterou však člověk svou hospodářskou činností přetvořil na step.

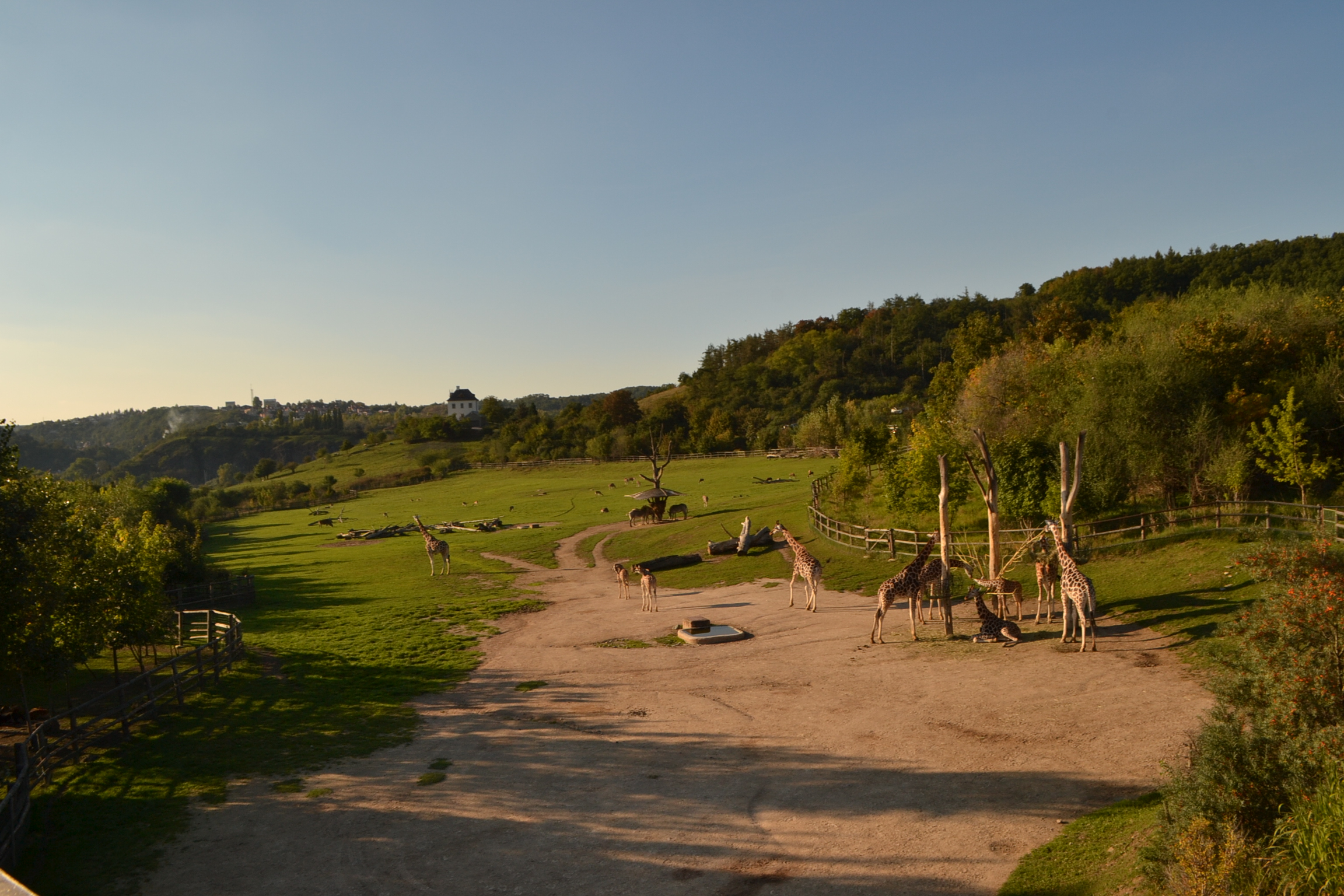
Výběh žiraf v ZOO Praha

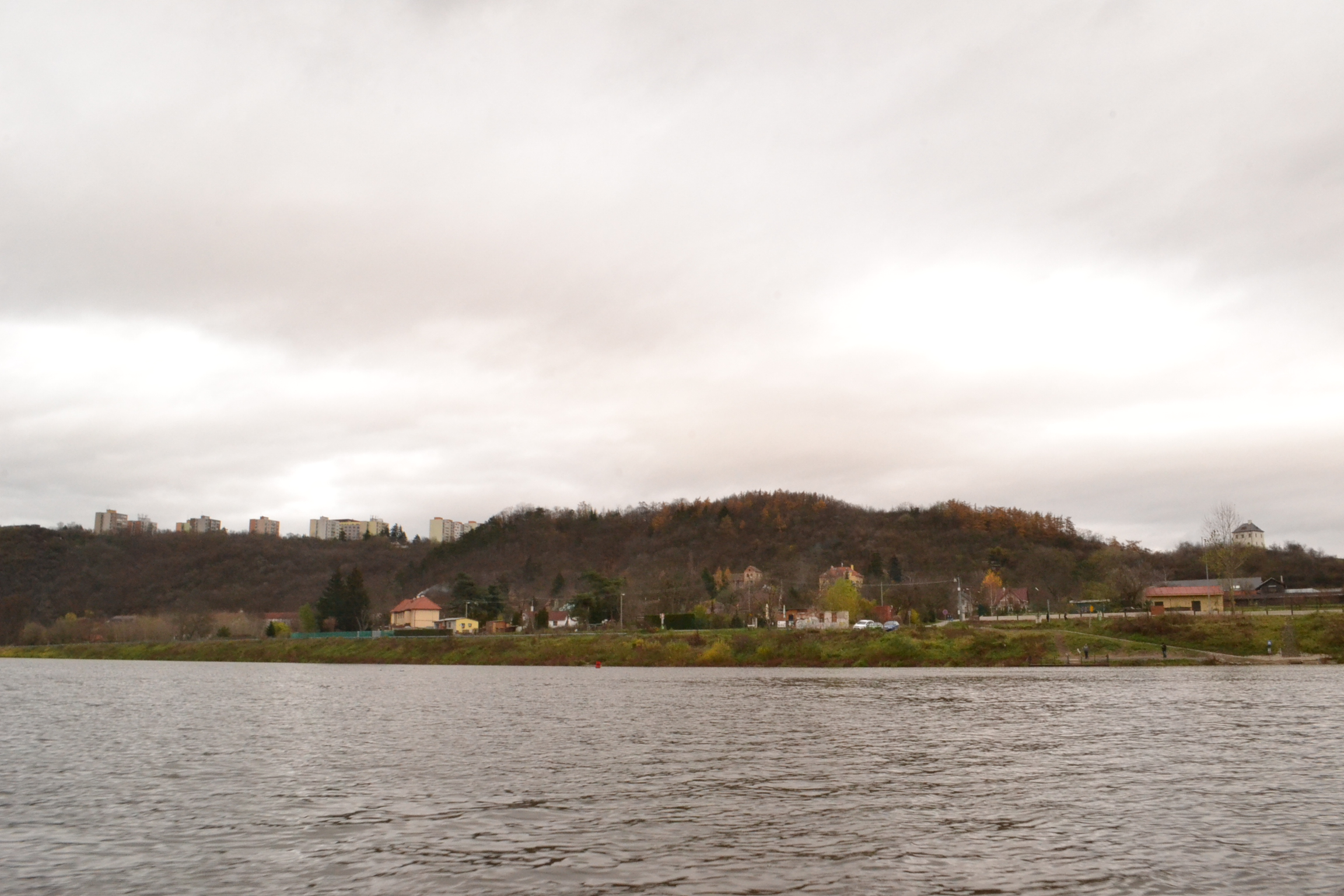
Osada Podhoří a vrch Palírka z druhé strany řeky Vltavy

Na původní nenarušené skalní stěně přírodní památky Jabloňka rostou teplomilné traviny (trýzel škardolistý, kostřava waliska) a tařicová skalní společenstva. Můžeme zde najít i rozsáhlou populaci hvězdnice zlatovlásek (Aster linosyris) a také vzácný druh – oman německý (Inula germanica).Strmé skalní svahy Zámky jsou osídleny tařicovými skalními porosty, společenstvem křivatce českého (Gagea bohemica) a rozrazilu ladního (Veronica campestris). Na tomto místě, jako jediném v Praze roste smil písečný (Helichrysum arenarium). Dále zde roste koniklec luční český (Pulsatilla pratensis), bojínek tuhý (Phleum phleoides), radyk prutnatý (Chondrilla juncea).

### Fauna
Bohnické údolí obývají teplomilná společenstva bezobratlých, např. mandelinka (Labidostomis humeralis) či nosatec (Trachyphloleus). Zcela výjimečně zde můžeme najít mloka skvrnitého (Salamandra salamandra) a čolka obecného (Triturus vulgaris) či ještěrku zelenou (Lacerta viridis). Velice často se zde vyskytuje ještěrka obecná (Lacerta agilis) a slepýš křehký (Anguis fragilis). Ze zástupců ptáků je zde velice běžný strakapoud velký (Dendrocopos major), žluna zelená (Picus viridis), pěnice slavíková (Sylvia borin), pěnice černohlavá (Sylvia atricapilla) či pěnice pokřovní (Sylvia curruca). V okolí skalních stepí se vzácně vyskytuje motýl rozchodníkový (Scolitantides orion), dále makadlovka (Nothris lemniscella) či druhy pouzdrovníčků. V Podhoří žije velice vzácná teplomilná vidličnatka škvorovka (Catajapyx aquilonaris). V ČR se vyskytuje pouze v Praze a jejím okolí. V této přírodní rezervaci najdeme i zástupce pavouků – stepníka rudého (Eresus kollari). Dalším velmi vzácným druhem obývajícím tuto oblast je i cvrčivec révový (Oecanthus pellucens). Na Jabloňce můžeme vidět velké populace saranče lesní (Chorthippus vagans), což je velice vzácný druh úzce vázaný na skalní vegetaci.Zajímavá společenstva hub (čirůvka fialová) rostou v Čimickém údolí. Pro toto údolí je charakteristický teplomilný hmyz – krytohlav žlutavý (Cryptocephalus fulvus), nosatec (Otiorhynchus fullo), střevlíček (Bradycellus ruficollis), mandelinky (Lochmaea suturalis a Altica oleracea breddini). Hnízdí zde šoupálek krátkoprstý (Certhia brachydactyla), žluva hajní (Picus viridis), linduška lesní (Anthus trivialis), stehlík obecný (Carduelis carduelis), budníčci a pěnice. V přírodní památce Trojská žije vosička druhu Cleptes aerosus - patří k velice vzácným teplomilným druhům hmyzu. Její výskyt v této lokalitě je velice významný, je to totiž jako jediný v ČR a zároveň také nejseverněji v Evropě. Na území přírodní památky Havránka žije na prameništi vzácný dřepčík (Altica palustris). Výjimečně můžeme vidět na stepích Trojské kotliny užovku hladkou (Coronella austriaca).

## Ochrana
Celé území tohoto parku je cenné biologicky, ekologicky, geomorfologicky i historicky. Východní část přírodního parku je součástí vesnické památkové zóny Staré Bohnice. Park je zapojen do mezinárodního projektu Periurban Parks, jež se zaměřuje na ochranu, rozvoj a péči příměstských parků a jejich řízení dle evropské politiky životního prostředí. Příměstské parky bývají ohroženy urbanizací, znečištěním, černými skládkami a invazí nepůvodních druhů. Pod ochranu Natury 2000 spadá Havránka a Salabka a dále také kaňon Vltavy u Sedlce (opadavé křoviny, skalní trávníky). Salabka je významná díky výskytu suchého vřesoviště a také svou úlohou – stanoviště teplomilného blanokřídlého hmyzu.Vřesoviště byla v minulosti přizpůsobená pastvě a vypalování, což zapříčiňovalo zmlazování keříčků. Pokud tak nebude činěno, může dojít v horizontu 20-25 let od posledního vypálení k zestárnutí tohoto porostu a dále k jeho vyhynutí. Proto je také doporučováno zavedení pastvy ovcí, a to kolem 5 jedinců po celý rok na 1 hektar nebo zde zavést již zmiňované pravidelné vypalování. Celé toto území je chráněno oplocením. Mezi cíle ochrany patří geologický profil skalní stěny přírodní památky Jabloňka. Tento profil je tvořen břidlicemi, křemenci a dalšími horninami pocházejícími z ordoviku (prvohory). Dále tu je také významné stanoviště teplomilného hmyzu. Navrhovaný plán péče zahrnuje udržovat otevřenou plochu skalních výchozů, což by mělo pomoci trvale zde udržet teplomilné trávníky spolu se vzácnými druhy, které zde žijí.

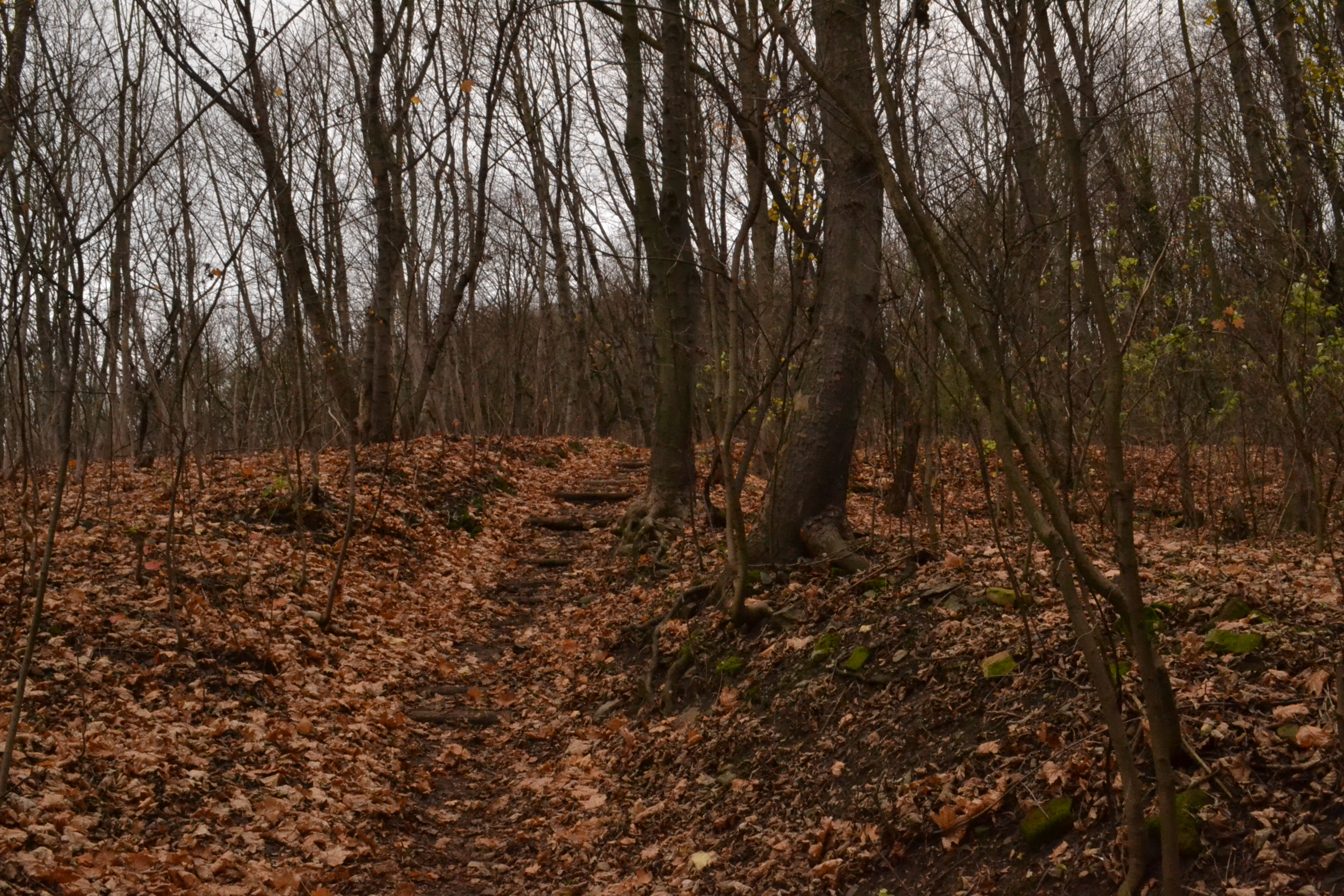
Oblast přírodní rezervace Podhoří během podzimu

Mezi předměty ochrany je zahrnována i přírodní památka Čimické údolí, jež se rozkládá na 11 hektarech. V minulosti byla narušena činností člověka – původní terén byl přeměněn na pole, louky, sady a pastviny. Byla vyhlášena k ochraně krajinného prvku a teplomilných společenstev. Dle odborníků mají zdejší lesní porosty špatné druhové zastoupení. Dále je také důležité udržovat otevřené plochy, což znamená odstraňování křovin. Na severu Prahy leží přírodní památka Zámky, jejíž součástí je chráněná archeologická lokalita. Na plošině skály bylo slovanské hradiště z 6.až 8. století. Dnes se zde nachází archeologický park. Je zde zapotřebí udržovat travní a skalní společenstva - pomocí odstraňování křovin. V Podhoří je potřeba kontrolovat výskyt akátu, jasanu a křovin. Toto území je díky péči botanické zahrady zčásti oplocené a prochází tudy naučná stezka. Součástí botanické zahrady je přírodní památka Havránka pro niž je potřeba obnovit společenstva vřesu a zavést systematické vypalování po částech (desetileté cykly). Určitým ohrožujícím faktorem je zde bezprostřední umístění sídlišť. Na celém tomto území by měl být podporován růst původních dubohabřin a doubrav.

## Turismus

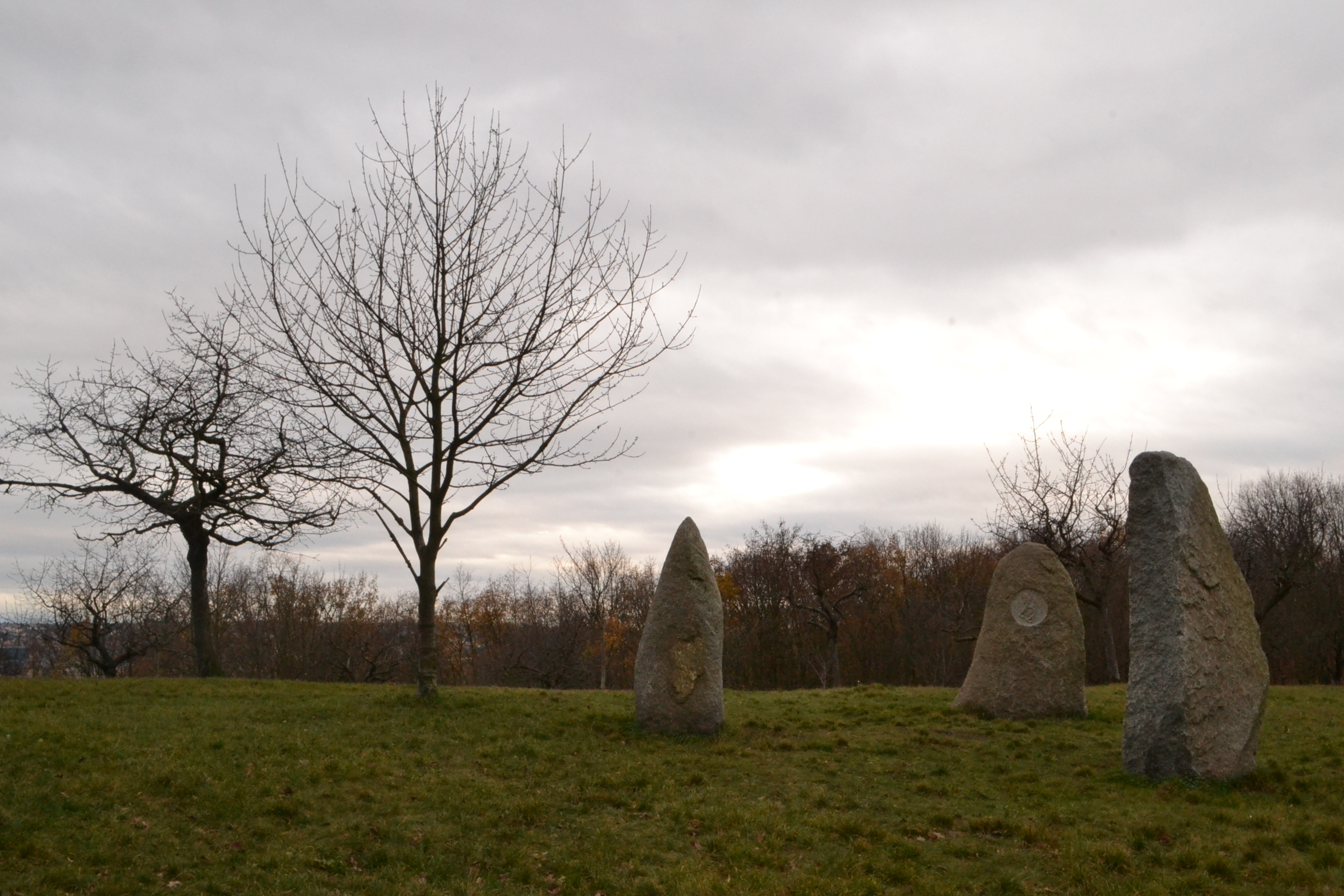
Vrch Podhoří

V tomto přírodním parku je mnoho lokalit turisticky významných lokalit. Mezi ně patří chráněná území, např. Salabka (v minulosti sloužila jako vinice), Bohnické údolí, Trojská, Havránka, Čimické údolí či přírodní rezervace Podhoří. Podhoří je považováno za velmi cennou přírodní rezervaci, tvořenou skalními srázy na pravém břehu Vltavy. V této oblasti byl v minulosti těžen kámen. Patří k nejvýznamnějším útočištím teplomilných skalních ekosystémů v ČR. Součástí přírodního parku je také Trojská kotlina, kde leží botanická a zoologická zahrada, čímž se stává velice častým turistickým cílem – nejnavštěvovanější přírodní oblastí Prahy. Na území zoologické zahrady se nachází několik památkově chráněných objektů: Trója čp. 35 (u vstupu do ZOO), Gočárovy domky v areálu ZOO, viniční sloup v ZOO, usedlost Černohouska v areálu ZOO. Oblast Trojské kotliny je typická vysokým podílem přírodní plochy, kde se střídají parky a příměstské lesy. Nedaleko sídliště Bohnice se rozkládá přírodní památka Velká skála. Představuje geomorfologicky významný výškový bod, který poskytuje panoramatický výhled. Území je tvořeno nejpevnějšími horninami Prahy – buližníky (silicity), které vznikaly na dně moře, jež se zde nacházelo ve starohorách. Těší se vysokou návštěvností a svým rekreačním využitím. Dále mezi památkově chráněné objekty patří:

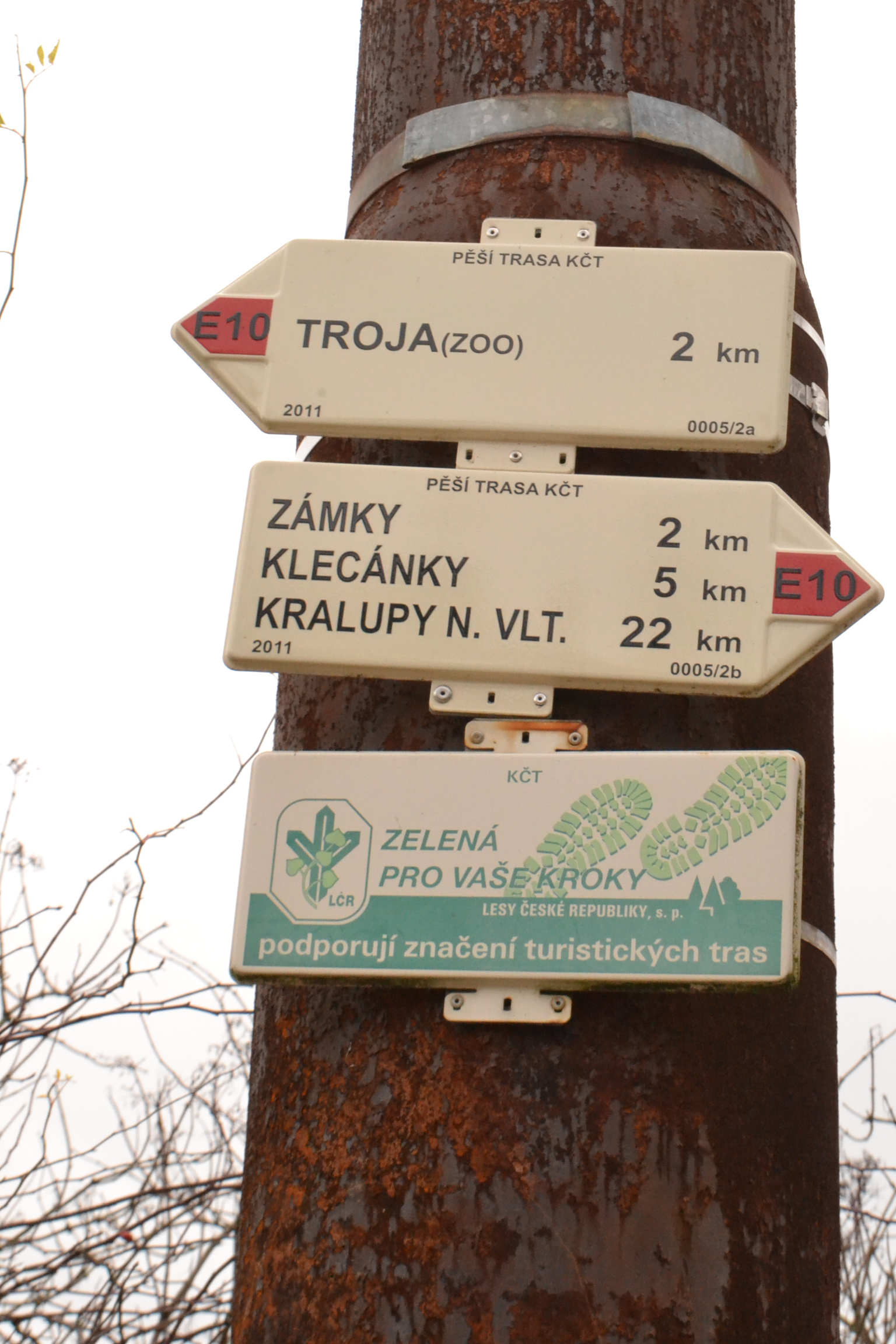
Rozcestník umístěný u břehu Vltavy u Podhoří

Zámeček Jabloňka, pomník Mistra Jana Husa v Tróji, usedlost Kazanka, dům čp. 224 v Tróji, památková zóna Rybáře, panský statek (čp. 7) a domy čp. 13 a 238 v osadě Rybáře, kaple sv. Kláry s vinicí, Trojský zámek se zahradou, oranžérií a bývalou hospodou, bývalý panský mlýn v Troji, bývalý panský pivovar v Troji, usedlost Pazderka, usedlost Sklenářka, kaple sv. Václava (nachází se na území Podhoří), hradiště Na Farkách, památková zóna Staré Bohnice.

### Turistické stezky
Téměř celým komplexem můžeme projít díky polním cestám, na nichž se nachází několik turistických tras. Pokud se do této části chceme dostat z druhé strany řeky, můžete využít dvou přívozů (přívoz Zámky – Sedlec, přívoz Podbaba – Podhoří). Je zde také cyklotrasa A2 „Vltavská stezka“ o délce 27,5 km. Vede podél pravého břehu řeky Vltavy z Vraného n. Vltavou přes historické centrum Prahy až po Kralupy n. Vltavou. Mimo území Prahy je značena jako cyklotrasa č. 7. Tato trasa může být využívána i k dalším účelům (in-line brusle, procházení).
- červené značení – vede podél Vltavy k severu
- zelené značení – z Troji přes Havránku, Velkou skálu do Čimického háje
- modré značení – z Čimic kolem Dolních Chaber do Klecan